# Сирота казанская (фильм)
«Сирота казанская» — российская новогодняя комедия, снятая в 1997 году. Режиссёрский кинодебют актёра Владимира Машкова. Удостоена Государственной премии Российской Федерации (1998).

Титры перед фильмом: 
Всем папам и мамам посвящается
.

## Сюжет
Сельская учительница Настя, наконец, решилась отыскать своего отца, которого никогда не видела. Все её знания ограничиваются его именем (Павел) и тем, что её родители познакомились на черноморском курорте, в пансионате «Солнечный», после чего расстались и никогда больше не виделись. Её мамы больше нет, как и других родственников, поэтому Насте неоткуда узнать подробности.
На опубликованное в газете неотправленное письмо матери отзываются сразу три человека: вышедший на пенсию цирковой фокусник, отставной лётчик-космонавт и кок с сейнера. Все они приезжают к своей предполагаемой дочери 31 декабря, в канун Нового года. Каждый из них до сих пор помнит тот отпуск и отношения с чудесной женщиной по имени Галя. Каждый искренне верит в то, что он и есть отец Насти. Между ними даже происходит стычка. Жених Насти, Коля, предлагает показать старикам фотографию Гали. Но Настя, не желая огорчать ставших ей симпатичными людей, придумывает, будто Коля увёз фотографии в фотоателье, которое находится в райцентре. Не понявший намёка Коля действительно отправляется на своём тракторе в райцентр, но в дороге понимает, о чём шла речь, возвращается пьяным, прихватив за собой вырванную с корнем большую ель, и обвиняет стариков в корыстных намерениях. Обиженная Настя отправляет Колю протрезвиться и посадить ель обратно.
Сами претенденты, успокоившись и обсудив ситуацию по-мужски, выясняют, что в их историях совпадают практически все необходимые обстоятельства. Все они летом 1969 года отдыхали в пансионате «Солнечный» на берегу Чёрного моря, и каждый из них познакомился там с девушкой по имени Галя. Но только у одного всё это случилось в Ялте, у другого — в Сочи, а у третьего — в Гаграх. Не желая обидеть друг друга, мужчины втайне от Насти договариваются о перемирии, прекращают споры об отцовстве и все вместе начинают подготовку к празднику. Павел-фокусник наряжает ёлку и украшает дом, Павел-космонавт чинит телевизор и мастерит из старого тазика и подручных железок реально работающую спутниковую антенну, Павел-кок готовит шикарные блюда на стол.
Протрезвевший Коля выполняет задание под сильным ветром и возвращается как раз под бой курантов по телевизору, едва не получив обморожение. Чтобы он не заболел, его растирают водкой. Впятером все встречают Новый год, танцуют танго, выявляют наследственные признаки подручными средствами, узнают, что Настя беременна, и на воображаемом космическом корабле отправляются в полёт. Ночью старикам снится сон, как они втроём рыбачат на пруду под посаженной Колей елью и нянчат внука Павлика. Утром старики по очереди всё же находят альбом и понимают, что каждый из них в юности был знаком с какой-то другой Галей. Не прощаясь, огорчённые, они покидают дом Насти и садятся на поезд, случайно оказываясь в одном купе.
Поезд отходит, но спустя некоторое время экстренно останавливается перед перегородившим железнодорожный путь Колиным трактором. Настя бежит вдоль поезда и находит стоящих у окна беглецов — хоть и не родные, но они стали ей дороги.

## Съёмочная группа
- Автор сценария: Олег Антонов
- Режиссер-постановщик: Владимир Машков
- Режиссер: Тамара Владимирцева
- Оператор-постановщик: Николай Немоляев
- Оператор: Владимир Батузов
- Композитор: Сергей Бондаренко
- Продюсер: Игорь Толстунов

## В ролях
| Актёр            | Роль                                                                  |
| ---------------- | --------------------------------------------------------------------- |
| Елена Шевченко   | Настя, учительница                                                    |
| Николай Фоменко  | Коля, жених Насти, тракторист                                         |
| Валентин Гафт    | Павел Оттович Брумель, фокусник-пенсионер                             |
| Лев Дуров        | Павел Андреевич Кавешников, лётчик-космонавт, подполковник в отставке |
| Олег Табаков     | Павел, кок                                                            |
| Михаил Филипчук  | Демендеев, ученик Насти                                               |
| Фёдор Валиков    | Фёдор Михайлович, сторож в деревенской школе                          |
| Людмила Давыдова | продавщица                                                            |
| Татьяна Рогозина | проводница                                                            |
| Владимир Машков  | Фёдор, ларёчник, друг Коли                                            |
| Виктор Павлов    | Витя, сосед и возможный отец Насти                                    |

## Интересные факты
- Съёмки дома главной героини проходили в деревне Зубцово Московской области, а эпизоды в школе и на станции были сняты в посёлке Берендеево Ярославской области.
- В фильме звучит гимн России того времени — «Патриотическая песня».
- Три Павла поют танго «Скажите, почему?» на музыку Оскара Строка. Первым исполнителем песни был Пётр Лещенко.
- Сцена в финале, где Николай останавливает поезд, стоя на путях, и ест яблоко, является цитатой из фильма Никиты Михалкова «Свой среди чужих, чужой среди своих».
- С идеей фильма перекликается идея мюзикла (и фильма) «Mamma Mia!», а также комедии «Bona Sera, Mrs. Campbell!».

## Рецензии
- Иванова В. Вокруг сироты (О худож. фильме «Сирота казанская») // Культура. — 1997. — 30 декабря (№ 51 (7111)). — С. 11.